# Jeanette Nolan
Pour les articles homonymes, voir Nolan.

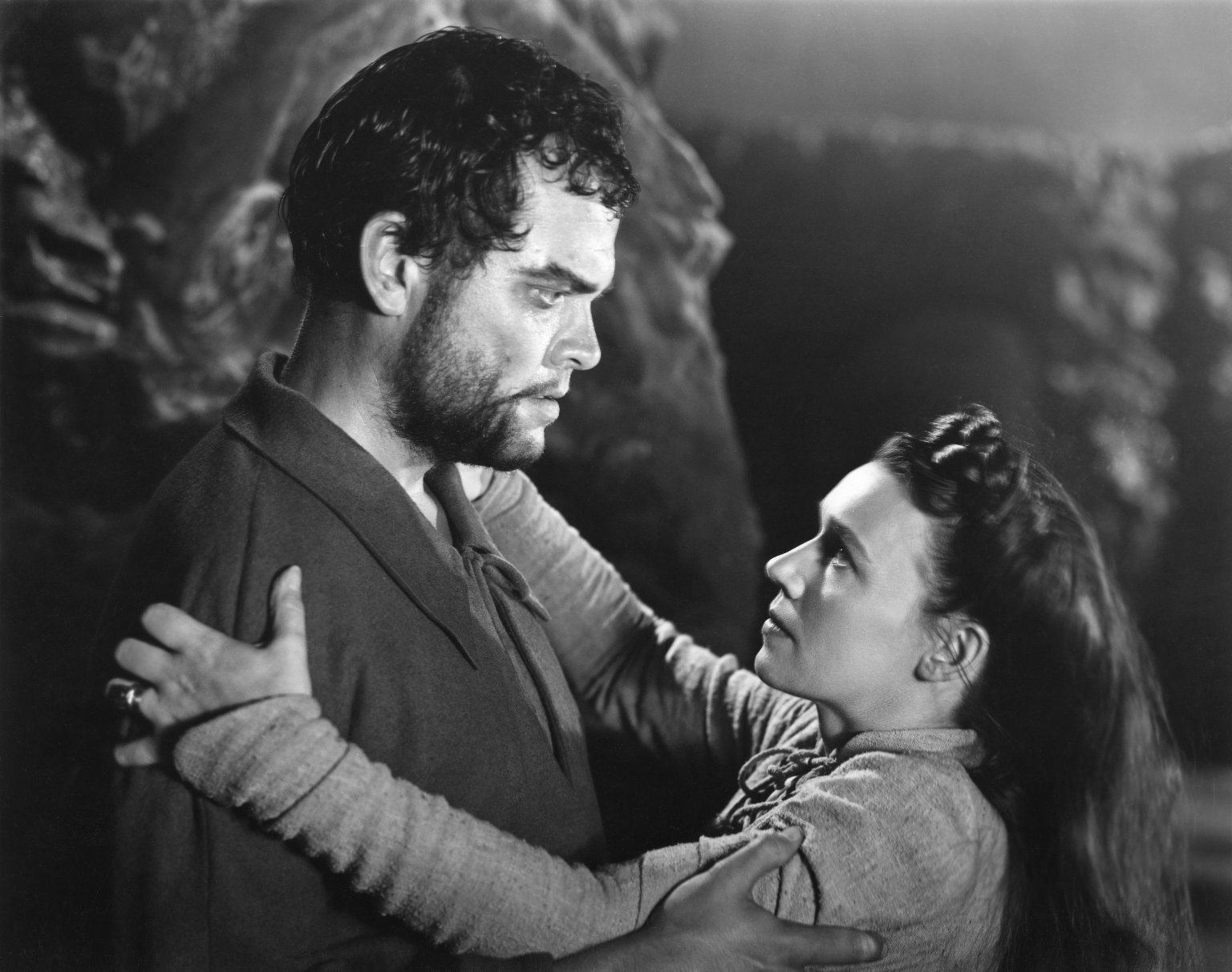
Avec Orson Welles, dans Macbeth (1948)

Jeanette Nolan (parfois créditée Jeannette Nolan) est une actrice américaine, née le 30 décembre 1911 à Los Angeles (Californie), ville où elle est morte le 5 juin 1998.

## Biographie
Jeanette Nolan débute au cinéma en 1948, avec le rôle de Lady Macbeth (un de ses plus connus), dans Macbeth, de et avec Orson Welles. En tout, elle collabore à quarante et un films américains, le dernier en 1998 (L'Homme qui murmurait à l'oreille des chevaux, de et avec Robert Redford), année de sa mort.
Elle est surtout très active à la télévision, apparaissant dans cent trente-quatre séries et dix-sept téléfilms, entre 1953 et 1990.
Jeanette Nolan épouse en 1935 l'acteur John McIntire (dont elle reste veuve au décès de celui-ci en 1991), avec lequel elle joue dans plusieurs films (notamment Les Deux Cavaliers de John Ford, en 1961), séries et téléfilms. De leur union, sont nés deux enfants : Holly et Tim McIntire (1944-1986).

## Filmographie partielle

### Au cinéma
- 1948 : Macbeth d'Orson Welles
- 1948 : Ma vie est une chanson (Words and Music) de Norman Taurog
- 1949 : Abandoned (en) de Joseph M. Newman
- 1950 : Saddle Tramp d'Hugo Fregonese
- 1950 : La Flamme qui s'éteint (No Sad Songs for Me) de Rudolph Maté
- 1951 : Kim de Victor Saville
- 1951 : L'Énigme du lac noir (The Secret of Convict Lake) de Michael Gordon
- 1952 : Le Relais de l'or maudit (Hangman's Knot) de Roy Huggins
- 1952 : Sacré printemps… (The Happy Time) de Richard Fleischer
- 1953 : Règlement de comptes (The Big Heat) de Fritz Lang
- 1955 : Ville sans loi (A Lawless Street) de Joseph H. Lewis
- 1956 : La Mission du capitaine Benson (7th Cavalry) de Joseph H. Lewis
- 1956 : Everything But the Truth de Jerry Hopper
- 1956 : La Loi de la prairie (Tribute to a Bad Man) de Robert Wise
- 1957 : Je vous adore (April Love) d'Henry Levin
- 1957 : Le Fort de la dernière chance (The Guns of Fort Petticoat) de George Marshall
- 1957 : The Halliday Brand (en) de Joseph H. Lewis
- 1958 : Sur la piste de la mort (Wild Heritage) de Charles F. Haas
- 1958 : En patrouille (The Deep Six) de Rudolph Maté
- 1960 : Psychose (Psycho) d'Alfred Hitchcock (voix, non créditée)
- 1961 : Les Deux Cavaliers (Two Rode Together) de John Ford
- 1961 : Le Roi des imposteurs (The Great Impostor) de Robert Mulligan
- 1962 : L'Homme qui tua Liberty Valance (The Man who shot Liberty Valance) de John Ford
- 1963 : Le Motel du crime (Twilight of Honor) de Boris Sagal
- 1965 : My Blood runs cold de William Conrad
- 1966 : La Chambre des horreurs (Chamber of Horrors) d'Hy Averback
- 1968 : Did you hear the One about the Traveling Saleslady ? de Don Weis
- 1972 : Peege de Randal Kleiser (court métrage)
- 1977 : Les Aventures de Bernard et Bianca (The Rescuers), film d'animation de John Lounsbery, Wolfgang Reitherman et Art Stevens (voix)
- 1978 : Avalanche (titre original) de Corey Allen
- 1978 : Le Faiseur d'épouvantes (The Manitou) de William Girdler
- 1981 : Sanglantes confessions (True Confessions) d'Ulu Grosbard
- 1981 : Rox et Rouky (The Fox and the Hound), film d'animation de Ted Berman, Richard Rich et Art Stevens (voix)
- 1984 : Jouer c'est tuer (Cloak & Dagger) de Richard Franklin
- 1989 : Street Justice de Richard C. Sarafian
- 1998 : L'Homme qui murmurait à l'oreille des chevaux (The Horse Whisperer) de Robert Redford

### À la télévision

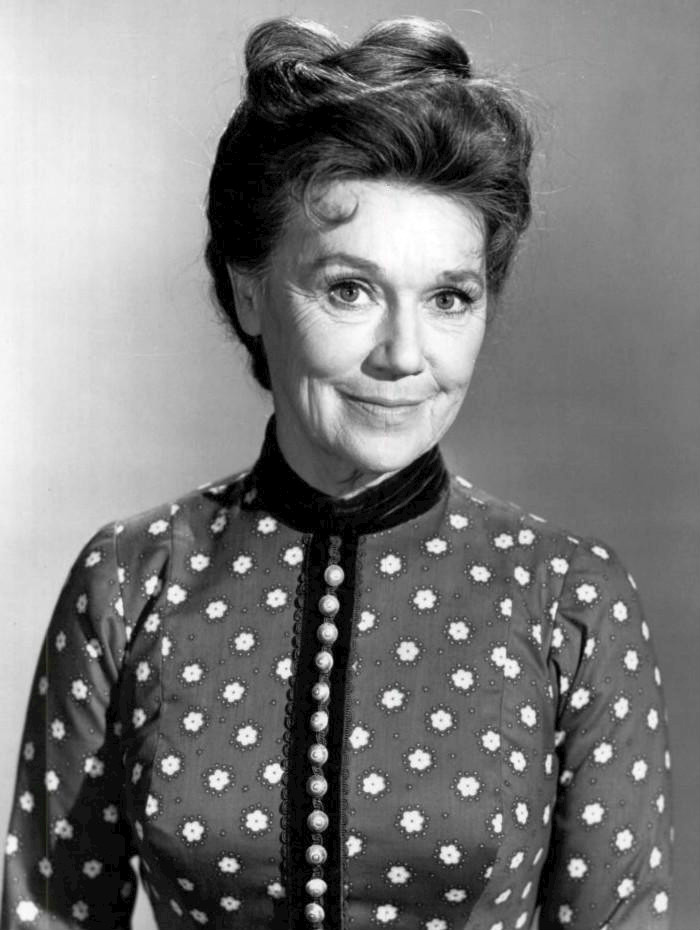
Jeannette Nolan dans la série Le Virginien (1963-1970), photo promotionnelle, date indéterminée.

#### Séries

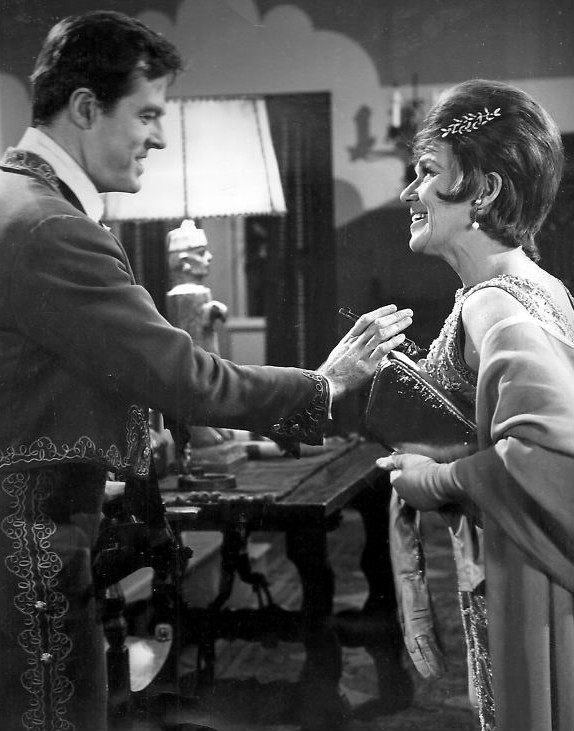
Avec Robert Culp en 1966,
dans Les Espions (1965-1966)

- 1957-1961 : Alfred Hitchcock présente (Alfred Hitchcock presents)
  - Saison 3, épisode 9 La Gamine (The Young One, 1957) de Robert Altman et épisode 23 La Maison idéale (The Right Kind of House, 1958)
  - Saison 4, épisode 14 The Morning After (1959)
  - Saison 6, épisode 35 Réunion de famille (Coming Home, 1961) d'Alf Kjellin
- 1958 : Première série Badge 714 ou Coup de filet (Dragnet)
  - Saison 8, épisode 2 The Big Sweet Annie
- 1958-1965 : Première série Perry Mason
  - Saison 1, épisode 22 The Case of the Fugitive Nurse (1958) de László Benedek
  - Saison 4, épisode 9 The Case of the Nine Dolls (1960) de William F. Claxton
  - Saison 5, épisode 27 The Case of the Counterfeit Crank (1962) de Jerry Hopper
  - Saison 6, épisode 5 The Case of the Hateful Hero (1962) de Jesse Hibbs
  - Saison 8, épisode 5 The Case of the Betrayed Bride (1964)
  - Saison 9, épisode 12 The Case of the Fugitive Fraulein (1965)
- 1959 : Peter Gunn
  - Saison 1, épisode 31 Love me to Death de Jack Arnold
- 1960 : Au nom de la loi (Wanted : Dead or Alive)
  - Saison 3, épisode 14 La Sorcière (Witch Woman)
- 1960 : Thriller
- 1961 : Aventures dans les îles (Adventures in Paradise)
  - Saison 2, épisode 22 Sylvia (Who is Sylvia ?)
- 1961-1965 : La Grande Caravane (Wagon Train)
  - Saison 4, épisode 35 The Janet Hale Story (1961) de David Lowell Rich
  - Saison 6, épisode 22 Charlie-Wooster-Outlaw (1963)
  - Saison 8, épisode 15 The Chottsie Gubenheimer Story (1965) de Joseph Pevney
- 1962-1963 : La Quatrième Dimension (The Twilight Zone)
  - Saison 3, épisode 19 La Chasse au paradis (The Hunt, 1962) d'Harold D. Schuster
  - Saison 4, épisode 7 Jess-Belle (1963) de Buzz Kulik
- 1963 : Laramie
  - Saison 4, épisode 21 The Renegade Brand de Lesley Selander
- 1963-1964 : Le Jeune Docteur Kildare (Dr Kildare)
  - Saison 2, épisode 18 The Good Luck Charm (1963)
  - Saison 3, épisode 32 A Sense of Tempo (1964)
  - Saison 4, épisode 3 The Hand that hurts, the Hand that heals de Leo Penn
- 1963-1970 : Le Virginien (The Virginian)
  - Saisons 1 à 8, 26 épisodes (dont 25 de 1967 à 1970, dans le rôle d’Holly Grainger)
- 1964 : Lassie
  - Saison 11, épisode 6 Leave it to Lassie and the Beavers de John English
- 1964 : Suspicion (The Alfred Hitchcock Hour)
  - Saison 3, épisode 9 Triumph d'Harvey Hart
- 1965 : Des agents très spéciaux (The Man from U.N.C.L.E.)
  - Saison 1, épisode 27 The Gazebo in the Maze Affair d'Alf Kjellin
- 1965 : Première série L'Homme à la Rolls (Burke's Law)
  - Saison 3, épisode 14 A Little Girl of Cairo de Jerry Hopper
- 1965-1966 : Les Espions (I Spy)
  - Saison 1, épisode 7 Méfie-toi de leur sourire (Danny was a Million Laughs, 1965) de Mark Rydell et épisode 22 La Conquête de Maude Murdock (The Conquest of Maude Murdock, 1966) de Paul Wendkos
- 1965-1967 : Laredo
  - Saison 1, épisode 8 The Golden Trail (1965) d'Earl Bellamy et épisode 24 It's the End of the Road, Stanley (1966)
  - Saison 2, épisode 24 Like One of the Family (1967)
- 1966 : Première série Le Fugitif (The Fugitive)
  - Saison 3, épisode 24 III Wind de Joseph Sargent
- 1966 : Bonanza
  - Saison 8, épisode 9 Old Charlie de William F. Claxton
- 1966-1975 : Le Monde merveilleux de Disney (The Wonderful World of Disney ou Disneyland)
  - Saison 13, épisode 7 Gallegher goes West : Showdown with the Sundown (1966) de Joseph Sargent et James Sheldon, épisode 8 Gallegher goes West : Crusading Reporter (1966) de Joseph Sargent et James Sheldon, épisode 18 Gallegher goes West : Tragedy on the Trail (1967) de Joseph Sargent et James Sheldon, et épisode 19 Gallegher goes West : Trial by Terror (1967) de Joseph Sargent et James Sheldon
  - Saison 14, épisode 23 The Mystery of Edward Sims, Part I (1968) de Seymour Robbie
  - Saison 17, épisodes 18 et 19 Bayon Boy, Parts I & II (1971)
  - Saison 21, épisodes 11 et 12 The Sky's the Limit, Parts I & II (1975)
- 1967 : Les Envahisseurs (The Invaders)
  - Saison 1, épisode 7 Cauchemar (Nightmare) de Paul Wendkos
- 1968 : L'Homme de fer (Ironside)
  - Saison 1, épisode 22 En service commandé (All in a Day's Work) de Charles S. Dubin
- 1969 : Hawaï police d'État (Hawaii Five-0)
  - Saison 1, épisode 19 Tante Martha (One for the Money) de Paul Stanley
- 1970 : Les Règles du jeu (The Name of the Game)
  - Saison 2, épisode 26 The Other Kind of Spy de Boris Sagal
- 1970 : Docteur Marcus Welby (Marcus Welby, M.D.)
  - Saison 2, épisode 4 Epidemic de Daniel Petrie
- 1971 : Sur la piste du crime (The F.B.I.)
  - Saison 7, épisode 3 The Last Job de Virgil W. Vogel
- 1972 : Sam Cade (Cade's County)
  - Saison unique, épisode 19 L'Enfer (Inferno) de Lee Philips
- 1972 : Le Sixième Sens (The Sixth Sense)
  - Saison 1, épisode 12 Shadow in the Well
- 1972-1973 : Mannix
  - Saison 6, épisode 10 Harvest of Death (1972) de Paul Krasny
  - Saison 7, épisode 6 Desert Run (1973)
- 1973 : Les Rues de San Francisco (The Streets of San Francisco)
  - Saison 2, épisode 12 Les Fugitifs (The Runaways) de Seymour Robbie : Judge Mildred Cox
- 1973-1978 : Columbo
  - Saison 2, épisode 8 Double Choc (Double Shock, 1973) : Mrs. Peck
  - Saison 7, épisode 5 Des sourires et des armes (The Conspirators, 1978) : Kate O'Connell
- 1975 : Sergent Anderson (Police Woman)
  - Saison 2, épisode 12 Escroquerie aux assurances (Don't feed the Pigeons)
- 1978 : La Famille des collines (The Waltons)
  - Saison 7, épisode 2 The Calling
- 1978 : La croisière s'amuse (The Love Boat)
  - Saison 2, épisode 12 Il y a si longtemps déjà (Floks from Home / The Captain's Cup / Legal Eagle)
- 1979 : Drôles de dames (Charlie's Angels)
  - Saison 3, épisode 14 Les Vacances des drôles de dames (Angels on Vacation) de Don Weis
- 1979-1982 : L'Île fantastique (Fantasy Island)
  - Saison 3, épisode 13 The Inventor / On the Other Side (1979) d'Earl Bellamy
  - Saison 5, épisode 17 Funny Man / Tattoo, the Matchmaker (1982)
- 1980 : Pour l'amour du risque (Hart to Hart)
  - Saison 1, épisode 14 Garde-toi (A Question of Innocence) de Ralph Senensky
- 1980 : L'Incroyable Hulk (The Incredible Hulk)
  - Saison 3, épisode 19 Chères amies (A Rock and a Hard Place)
- 1982 : Hooker (T.J. Hooker)
  - Saison 2, épisode 3 Polémique (The Empty Gun) de Sidney Hayers
- 1982 : Matt Houston
  - Saison 1, épisode 10 The Good Doctor de Don Weis
- 1983 : Quincy (Quincy M.E.)
  - Saison 8, épisodes 17 et 18 Quincy's Wedding, Parts I & II
- 1985 : Les Craquantes (The Golden Girls)
  - Saison 1, épisode 19 La Maman de Rose (Blanche and the Younger Man) de Jim Drake
- 1987 : Cagney et Lacey (Cagney & Lacey)
  - Saison 7, épisode 4 Different Drummer
- 1988 : Rick Hunter (Hunter)
  - Saison 4, épisode 13 Le Dahlia noir (The Black Dahlia)
- 1989 : MacGyver
  - Saison 5, épisode 11 La Vierge disparue (The Madonna)

#### Téléfilms
- 1971 : Longstreet de Joseph Sargent
- 1972 : Say Goodbye, Maggie Cole de Jud Taylor
- 1975 : The Desperate Miles de Daniel Haller
- 1975 : Babe de Buzz Kulik
- 1976 : Law and Order de Marvin J. Chomsky
- 1976 : Les Nouvelles Filles de Joshua Cabe (The New Daughters of Joshua Cabe) de Bruce Bilson
- 1978 : Lassie : A New Beginning de Don Chaffey
- 1979 : Better Late Than Never de Richard Crenna
- 1980 : The Hustler of Muscle Beach de Jonathan Kaplan
- 1981 : Goliath Awaits de Kevin Connor
- 1981 : All the Way Home de Delbert Mann